# Benjamin Herchcovitch
Benjamin Herchcovitch (São Paulo, 29 de janeiro de 1945) é um ator e locutor brasileiro.

## Carreira de Ator
Benjamin Herchcovitch, é um fanático pela arte de atuar. Uma pessoa muito divertida e muito bom nos trabalhos que realiza. Como ator participou de 2 filmes importantes que foram o Meu Amigo Hindu .  e João, O Maestro . . Na TV participou das minisséries da Rede Globo, Os Experientes e Felizes para Sempre.
Fez o papel de Pai do Noivo na minisserie Destino SP - O Noivo de Filho. 
Atuou e atua também em diversos comerciais de TV e também realizou locuções para grandes marcas do mercado em seus comerciais de produtos.

## Vida pessoal
É casado com Regina Herchcovitch, e pai do estilista Alexandre Herchcovitch, e do automobilista Artur Herchcovitch. 

## Filmografia

### Televisão
| Ano  | Título               | Papel        | Nota(s)                                             |
| ---- | -------------------- | ------------ | --------------------------------------------------- |
| 2012 | Destino SP - Judeus  | Pai do Noivo | O2 Filmes                                           |
| 2015 | Os Experientes       |              | Participação no episódio: "Atravessadores do Samba" |
| 2015 | Felizes para Sempre? |              |                                                     |

### Cinema
| Ano  | Título          | Papel  |
| ---- | --------------- | ------ |
| 2016 | Meu Amigo Hindu |        |
| 2017 | João, O Maestro | Médico |